# Graciliano Ramos

Graciliano Ramos

Graciliano Ramos (Quebrangulo, 27 oktober 1892 - Rio de Janeiro, 20 maart 1953) was een Braziliaans schrijver. Hij wordt beschouwd als een van de belangrijkste Braziliaanse auteurs van de 20e eeuw.
Ramos groeide op in veel Noordoostelijke provincies van Brazilië, gekarakteriseerd door armoede en droogte. Na zijn middelbare school ging Ramos naar Rio de Janeiro om als journalist te werken. In 1915 reisde hij naar Palmeira dos Indios, in de staat Alagoas, om samen bij zijn vader te gaan wonen. Hier werd hij in 1927 verkozen tot burgemeester.
Ramos stierf in 1953 op 60-jarige leeftijd. Zijn droge schrijfstijl en de conflicten tussen de protagonist en de wereld zijn typisch voor zijn werken.

## Werken
- Caetés - roman, 1933
- São Bernardo - roman, 1934
- Angústia (Angst) - roman, 1936
- Vidas Secas - roman, 1938
- A Terra dos Meninos Pelados - kinderverhalen, 1939
- Brandão Entre o Mar e o Amor - roman, 1942 (geschreven samen met Jorge Amado, José Lins do Rego, Aníbal Machado en Rachel de Queiroz)
- Histórias de Alexandre - kinderverhalen, 1944
- Infância - memoires, 1945
- Dois Dedos - verzameling korte verhalen, 1945
- Histórias Incompletas - verzameling korte verhalen, 1946
- Insônia - verhalen, 1947
- Histórias Verdadeiras, 1951
- Memórias do Cárcere - memoires, 1953 (postmortem)
- Viagem - kronieken, 1954 (postmortem)
- Linhas Tortas - kronieken, 1962 (postmortem)
- Viventes das Alagoas - kronieken, 1962 (postmortem)
- Alexandre e Outros Heróis - kinderverhalen, 1962 (postmortem)
- Cartas - correspondentie, 1980; (postmortem)
- O Estribo de Prata - kinderboek, 1984; (postmortem)
- Cartas de amor à Heloísa - correspondentie, 1992 (postmortem)
- Garranchos - niet-gepubliceerde teksten, 2012 (postmortem)

## Films
- Vidas Secas (1963)
- S. Bernardo (1971)
- Insônia (1982)
- Memórias do Cárcere (1984)
- Alexandre e Outros Heróis (2013)

## Museum
In Palmeira dos Indios is zijn huis een museum, Casa Museu Graciliano Ramos. Er is ook een bibliotheek naar hem vernoemd, Biblioteca Graciliano Ramos.